# グリムスビー (スループ)
グリムスビー (HMS Grimsby) はイギリス海軍のスループ。グリムスビー級。

## 艦歴
1932年11月11日、デボンポート工廠に発注。1933年1月23日に起工、7月19日に進水し、1934年5月17日に竣工した。
「グリムスビー」は香港の中国艦隊に編入され、中国沿岸で海賊行為の阻止活動に従事した。1938年1月10日に青島が日本軍に占領されたとき、「グリムスビー」は重巡洋艦「ドーセットシャー」およびアメリカ軽巡洋艦「マーブルヘッド」とともにそこにいた。1939年2月から7月までシンガポールで大規模な修理が行われ、それから東インド艦隊に転属となった。
第二次世界大戦の勃発後、「グリムスビー」はイギリスに戻りRosyth Escort Forceに編入されてイギリス東岸、主にフォース湾からテムズ川河口の間で船団護衛に従事した。1940年4月にリースで修理を行い、同年末にはRed Sea Escort Forceに編入されて1941年3月までアデン・スエズ間で船団護衛に従事した。
3月終わりに「グリムスビー」は地中海に移り、ギリシャへの兵員輸送船団などを護衛した。4月8日にドイツ軍がギリシャに侵攻し、イギリスは4月21日にギリシャ本土からの撤退を決定。撤退作戦（デーモン作戦）に「グリムスビー」も参加した。4月26日、スダ湾へ向かっていたイギリス船「Scottish Price」が爆撃によって損傷し、「グリムスビー」と駆逐艦「ヴァンパイア」が支援に派遣され、「Scottish Price」は「グリムスビー」乗員の助けも借りてスダ湾にたどりついた。それから、「グリムスビー」は設網艦「プロテクター」とともに損傷した輸送船「Glenearn」をKissamo Bayからアレクサンドリアへと曳航した。
1941年5月25日、「グリムスビー」はトローラー「サザン・メイン」とともにタンカー「ヘルカ」を護衛してトブルクへ向かっていたところ、イタリア軍第239中隊のJu 877機の攻撃で「ヘルカ」が沈み「グリムスビー」も損傷。続いてドイツ軍第1急降下爆撃航空団第1飛行隊のJu87の攻撃で「グリムスビー」も撃沈され死者11名をだした。一方、ドイツ側も1機を失った。